# Каска Адриана

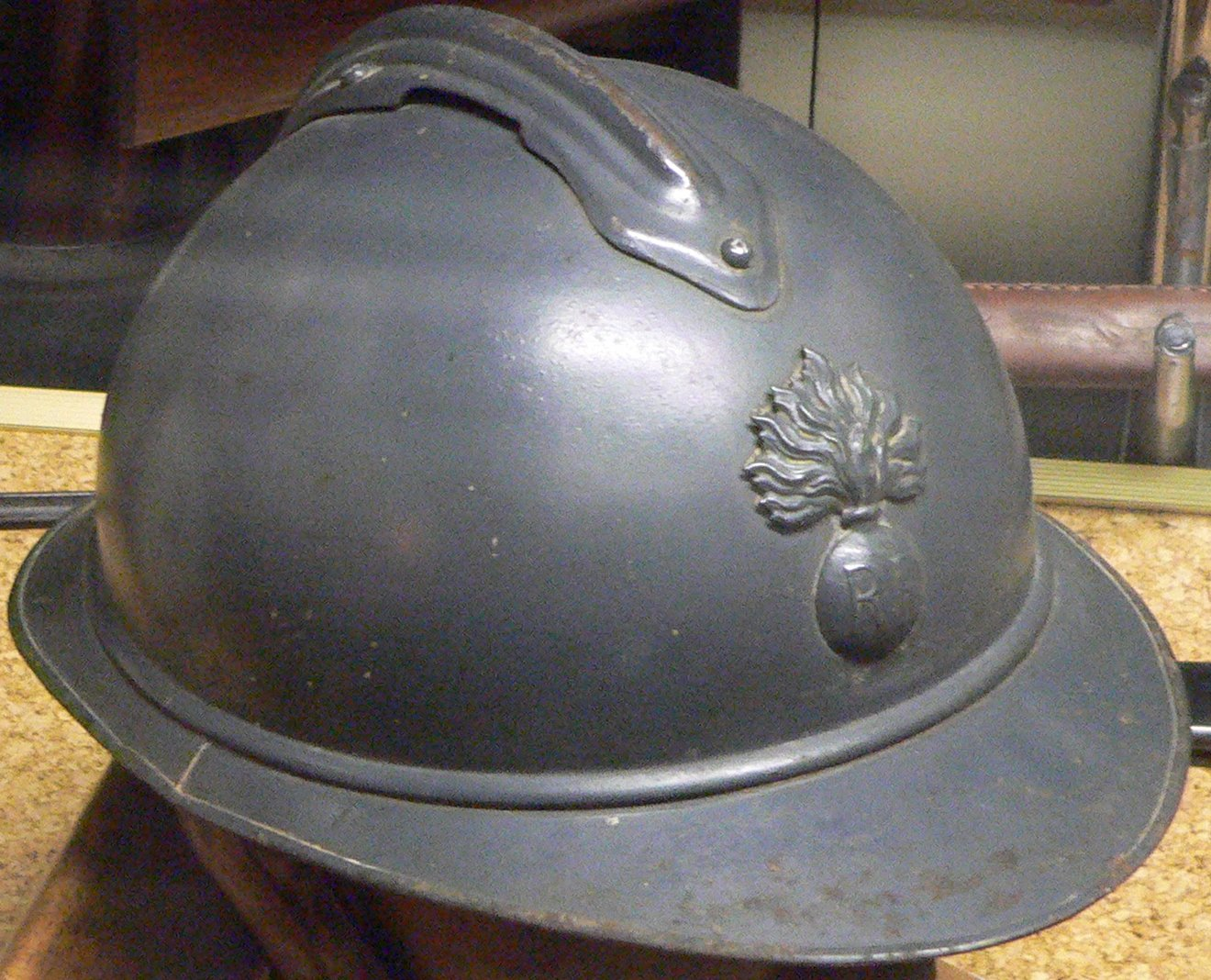
Французская пехотная каска образца 1915 года

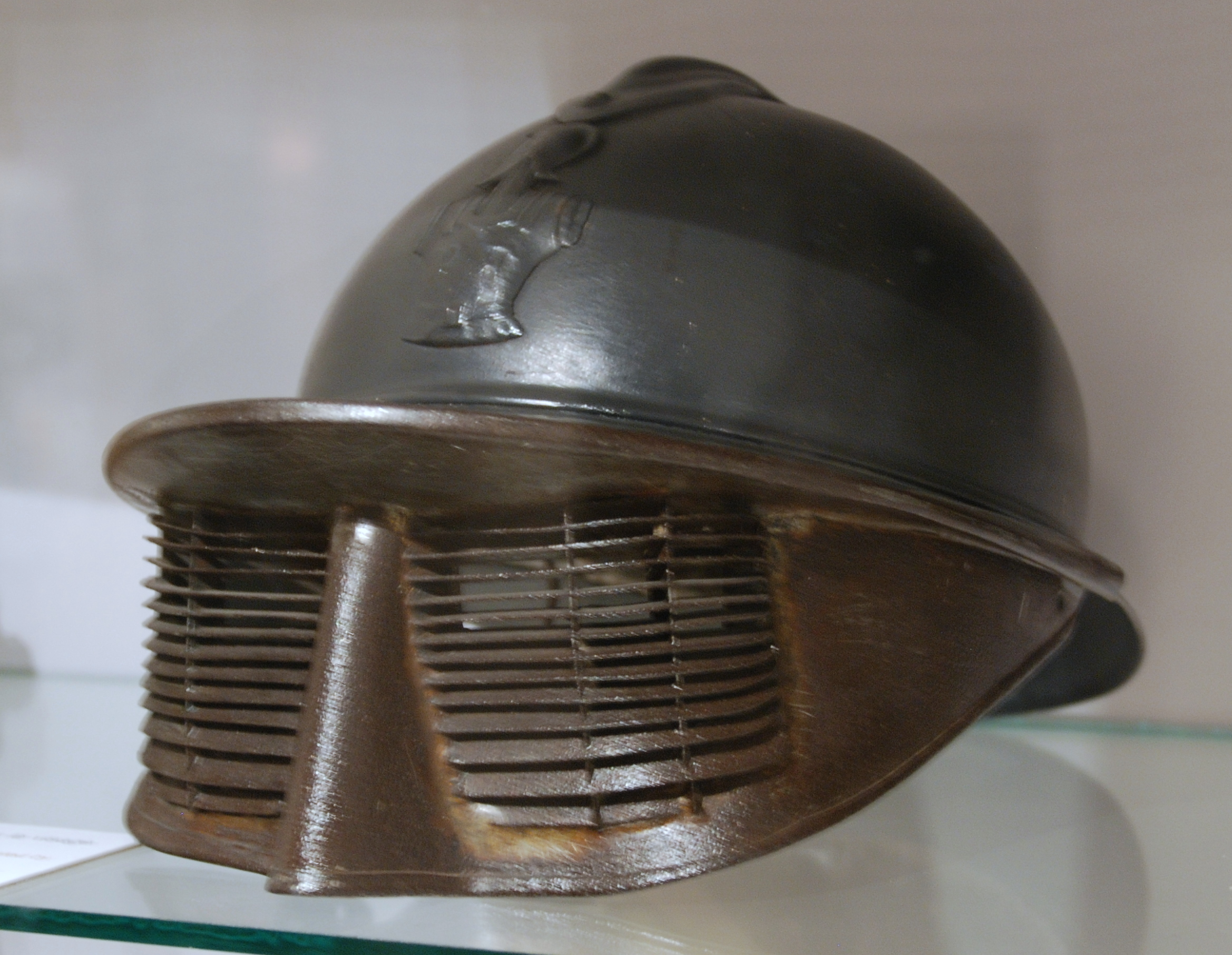
Французская каска часового, предназначенная для защиты лица, изобретенная доктором Поллаком, офицером-медиком

Ка́ска Адриа́на M1915 (также шлем Адриа́на или «адриа́нка») — французская армейская каска, разработанная генералом армии Огюстом Луи Адрианом и находившаяся на вооружении армий ряда стран, начиная с периода Первой мировой войны.  Вначале использовалась только в пехоте. Позднее модифицированные версии применялись также в кавалерии и танковых войсках.

## История создания

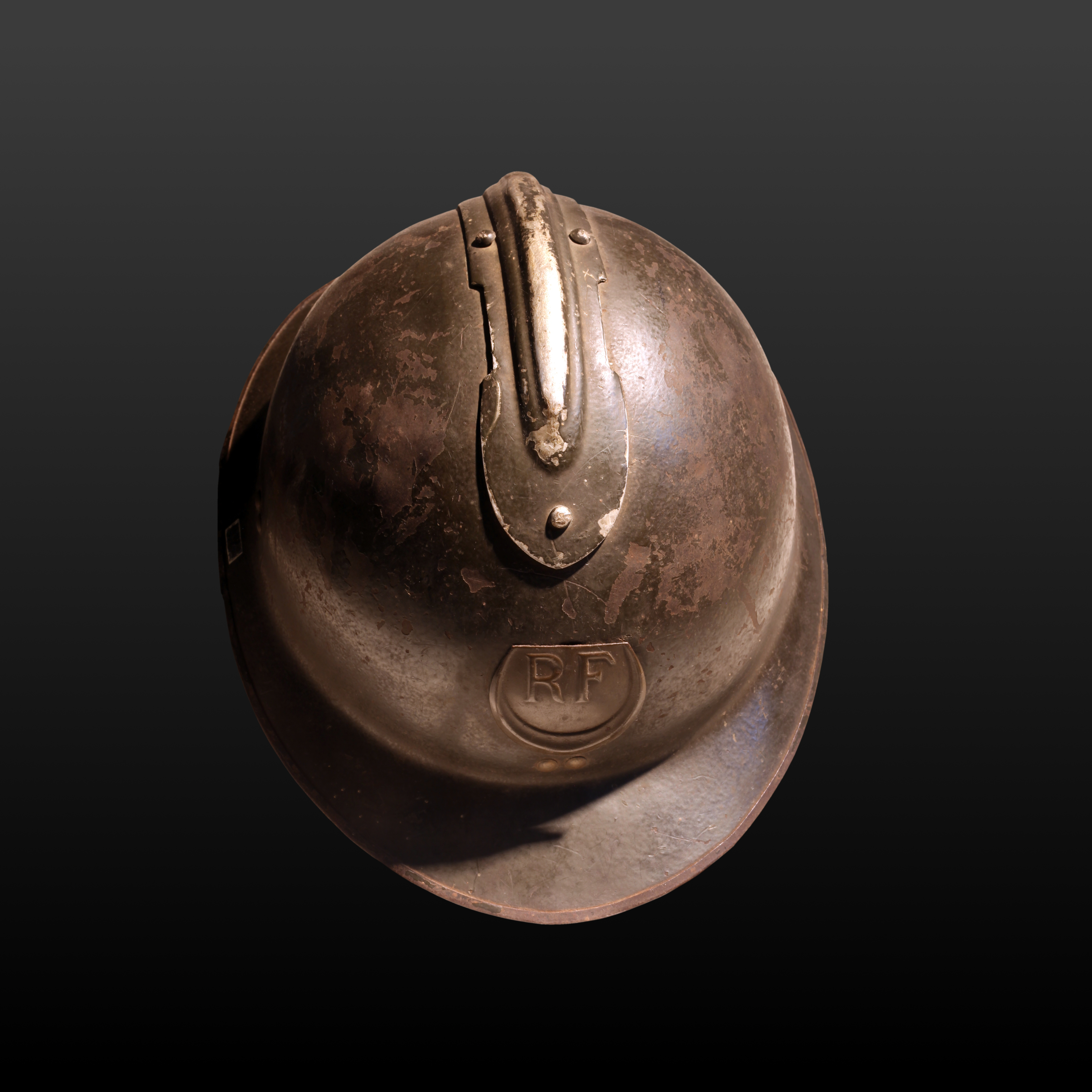
Каска африканских частей французской армии

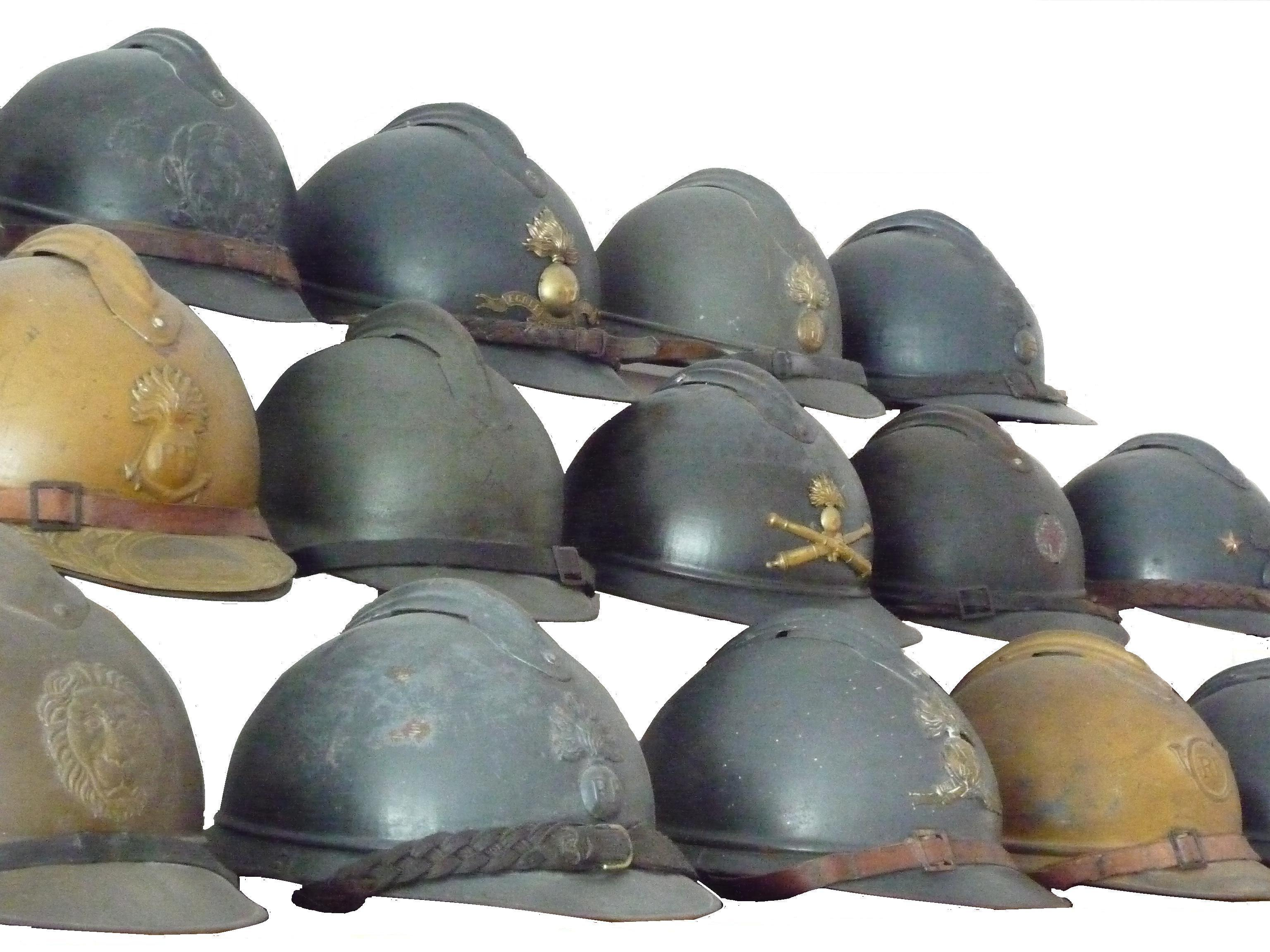
Коллекция касок различных частей и подразделений

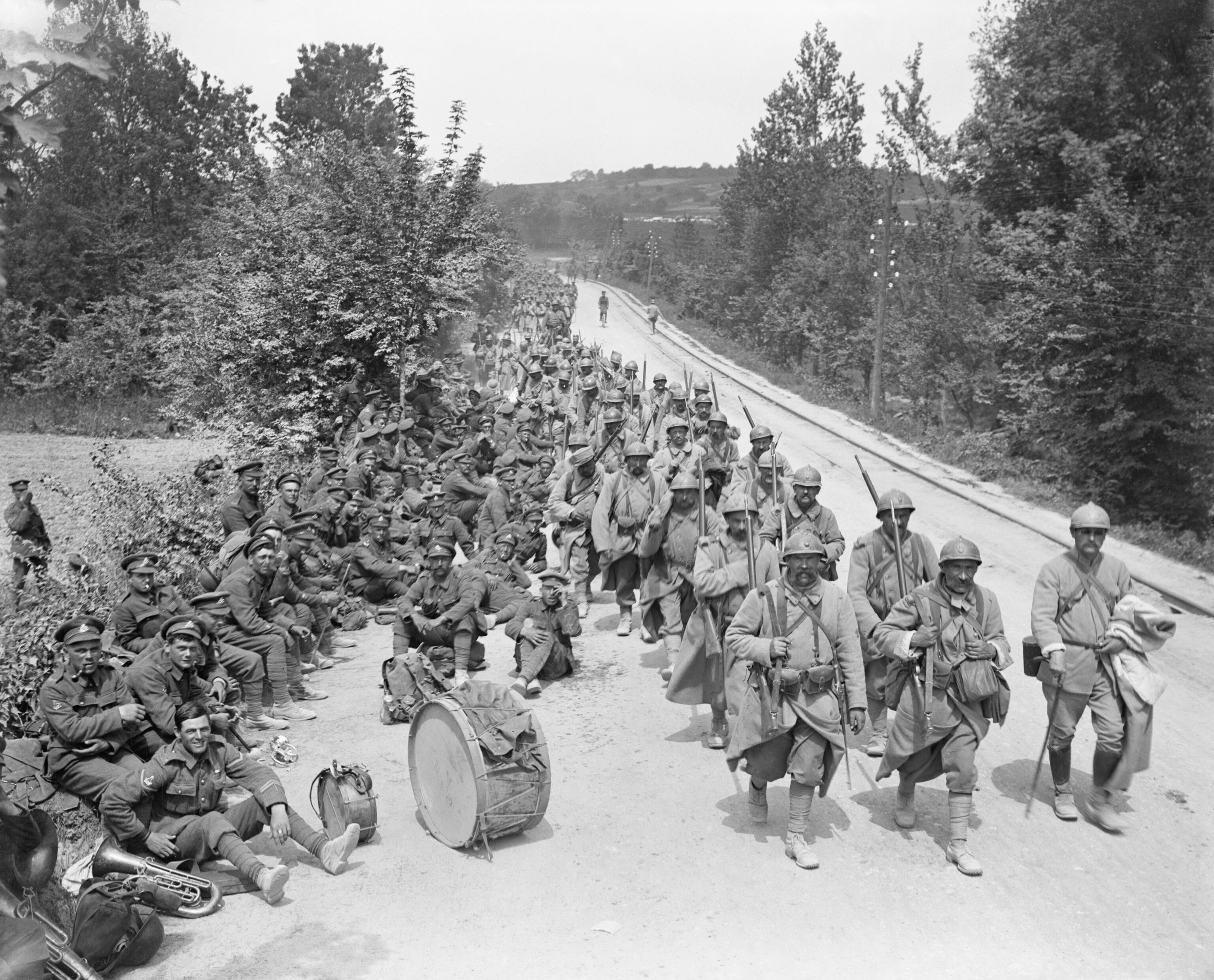
Немецкое наступление, 1918 год, солдаты — в касках Адриана

В начале Первой мировой войны французская армия была снабжена только стандартными кепи, которые не давали никакой защиты от вражеского огня.
Однако с началом траншейной войны ранения головы стали серьёзной проблемой. Поэтому в 1915 году был разработан шлем, защищавший как от осколков снарядов, так и от шрапнели. Для усиления каски предусматривался гребень с вентилируемой полостью.
В сентябре 1915 года все военнослужащие французской армии на Западном фронте были обеспечены касками. По результатам анализа ранений военнослужащих было установлено, что в условиях окопной войны наличие каски Адриана позволило снизить количество ранений в голову в четыре раза (в сравнении с военнослужащими, не имевшими металлических шлемов)

## Внешний вид и характеристики

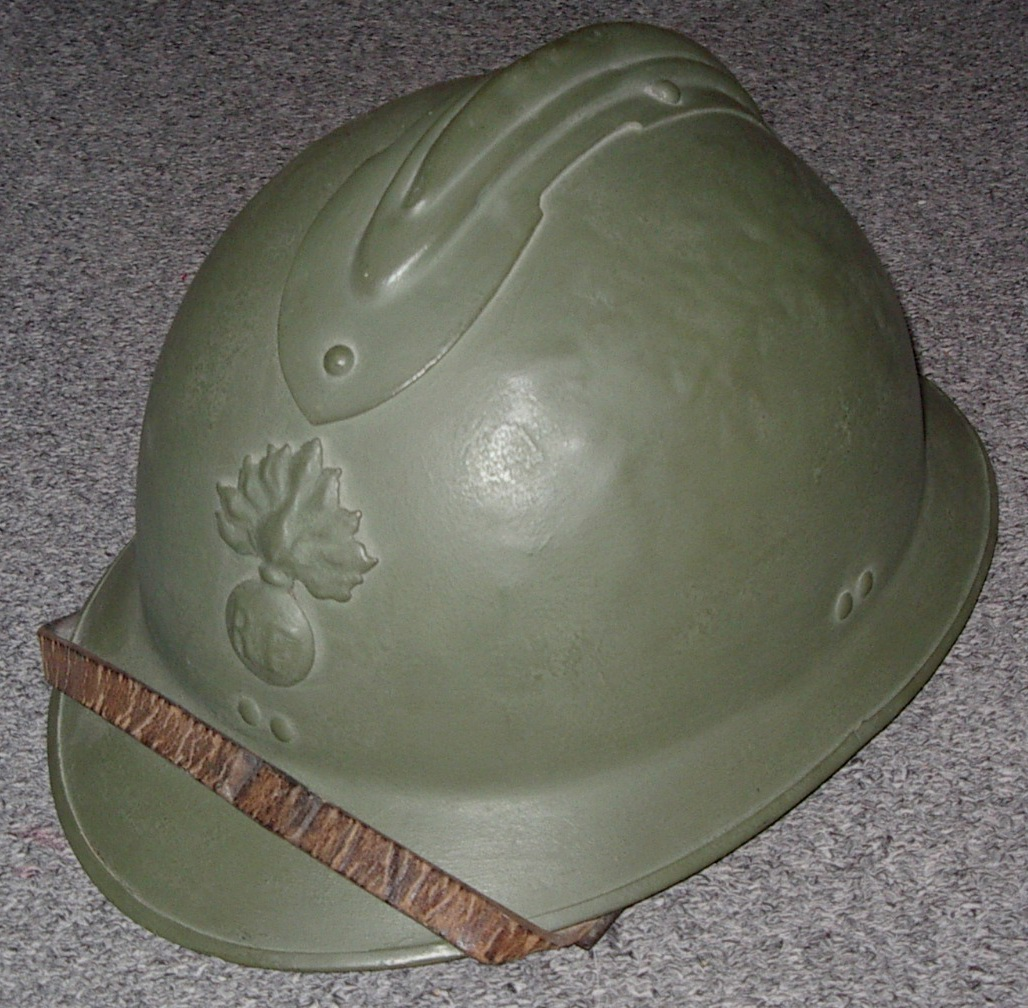
Стандартная французская каска времён Второй мировой обр. 1926 года

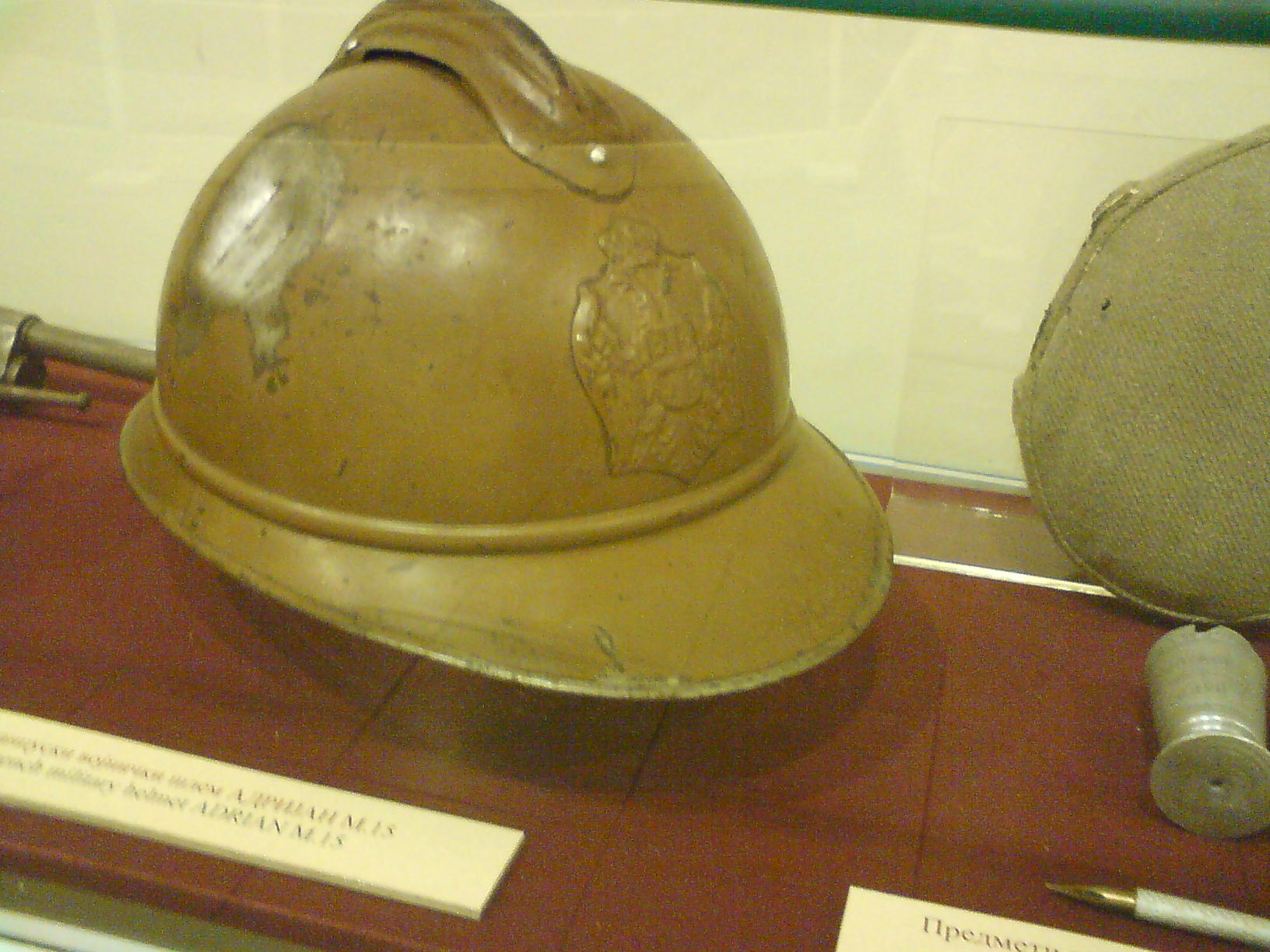
Каска M15 Королевской сербской армии

Шлем состоял из четырёх частей: полусферический свод шлема, передний и задний козырьки (оба с острыми окантованными краями) и гребень, прикрывающий вентиляционное отверстие и усиливающий защитные свойства шлема. Делался шлем из стального листа толщиной 0,7 мм, общим весом 700—800 грамм, варьирующимся в зависимости от размера, которых было три. Кожаный подшлемник состоял из 6—7 скреплённых вверху частей. Подбородочный ремень шириной 0,5 см был изготовлен из лошадиной кожи.
Первоначально почти все каски были голубыми или синими. Исключение составляли использовавшиеся в Африке и окрашенные в песочный цвет. На передовой солдаты иногда, в целях дополнительной маскировки, сами наносили на них подобие камуфляжной раскраски или использовали регламентные чехлы из ткани серого цвета.
Отличительной чертой каски, использовавшейся французской армией, являлось наличие фронтальной эмблемы, состоявшей из литер RF (République Française — Французская Республика) и символа, соответствовавшего конкретному роду войск.
После того как каски были приняты на вооружение армиями других стран, на них также поначалу устанавливали соответствующие эмблемы. Однако в ходе эксплуатации было обнаружено, что кокарда, помещенная спереди шлема, снижает его прочность, в результате чего в некоторых армиях эти знаки отличия убрали.
У модификации каски для экипажей бронетехники (M19) спереди отсутствовал козырёк, вместо которого имелся кожаный амортизатор. Гребень был на 40 мм короче, чтобы оставалось место для размещения эмблемы.

## Использование

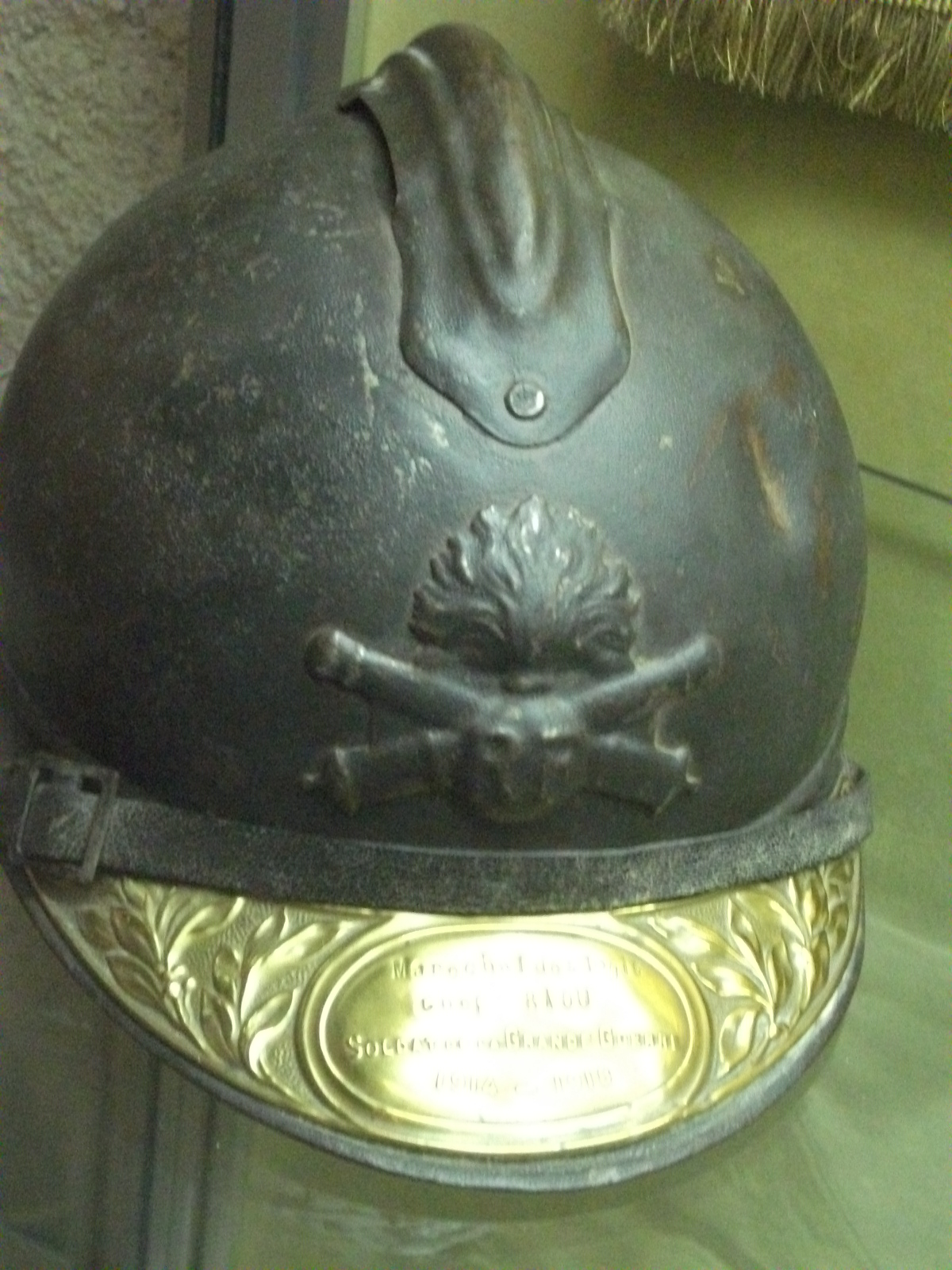
Памятная каска во французском музее

Так как шлем оказался довольно эффективным против шрапнели, дешёвым и простым в производстве, а также весил меньше, чем аналоги, созданные в других странах, то к концу Первой мировой он использовался почти всеми войсками французской армии, а также некоторыми из американских подразделений, воевавшими во Франции, и польских сил Голубой армии Юзефа Халлера. Кроме того, он был принят на вооружение в Бельгии, Греции, Италии (включая произведённые по лицензии), Российской империи (а впоследствии и в СССР), Японии, Люксембурге, Мексике, Марокко, Перу, Польше, Югославии и т. д. (только во Франции было изготовлено почти 20 миллионов касок). Однако, по некоторым сообщениям, в связи с фактически отсутствующей защитой от пуль, эти каски были среди первых частей амуниции, бросавшихся солдатами на поле битвы.
Во французской армии шлем Адриана был стандартной каской до окончания Второй мировой войны, а французской полицией использовался до 1970-х. Указом французского правительства от 18 декабря 1918 года в качестве памятной награды для ветеранов войны была утверждена «каска-сувенир» (памятная каска) — стандартная каска Адриана с латунной пластинкой на переднем козырьке, на которой было написано «Soldat de la Grande Guerre 1914—1918» («Солдат Великой войны 1914—1918») и именем награждённого.
Во флоте из-за принятия разработанного Шарлем Бертеном противогаза AFM 34 оригинальной конструкции (c фильтрующей коробкой, крепящейся в задней части каски и соединительным шлангом, расположенным поверх неё) в 1939 году была принята каска M 39.
В других странах шлемы типа Адриана использовались пожарными, железнодорожниками или морской пехотой.

### Использование во Франции
На своей родине каска Адриана использовалась во французских войсках, как в метрополии так и в колониях с 1915 и формально до начала 1950-х, став символом французской победы в Великой войне. В 1926 году она была модернизирована, что не сказалось на её привычном силуэте. В касках Адриана французы вступили и во Вторую мировую войну. Она же использовалась как военными силами «Свободной Франции», так и войсками режима Виши. После роспуска войск Виши в конце 1942 года и оккупацией немцами всей Франции, каски стали применяться антипартизанскими военизированными формированиями режима Виши: милицией и группами мобильного резерва (военизированная полиция). Впрочем, к 1940-м годам каска Адриана значительно устарела. И если вишистам её нечем было заменить, то войска Де Голля снабжались и вооружались британцами и американцами, а потому в Северной Африке примерили на себя британские каски Броди, а к 1944 году французские освободительные войска вступили на родную землю уже в американских касках М1. После войны каски Адриана оставались в армейском резерве, жандармерии и в Иностранном легионе. На смену им пришла французская каска образца 1945 года, а с 1951 года и каска TTA 51, ставшая почти на три десятилетия основной в армии Франции.

### Использование в Италии
В апреле 1916 года французская каска Адриана была принята на вооружение итальянской армии, однако ещё до конца 1916 года её заменила итальянская каска (изготовленная по образцу каски Адриана, но состоявшая из двух частей, а не из четырёх). В 1917 году для каски был введён матерчатый чехол. Каска Адриана использовалась в итальянской армии до принятия каски M33 в 1937 году, но оставалась в тыловых и вспомогательных частях до лета 1943 года, а в Республике Сало до конца войны.

### Использование в России и СССР

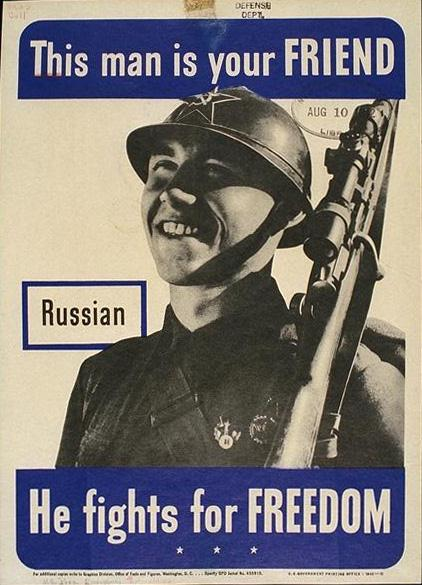
Плакат «Этот человек — твой друг. Он сражается за свободу». США, 1942

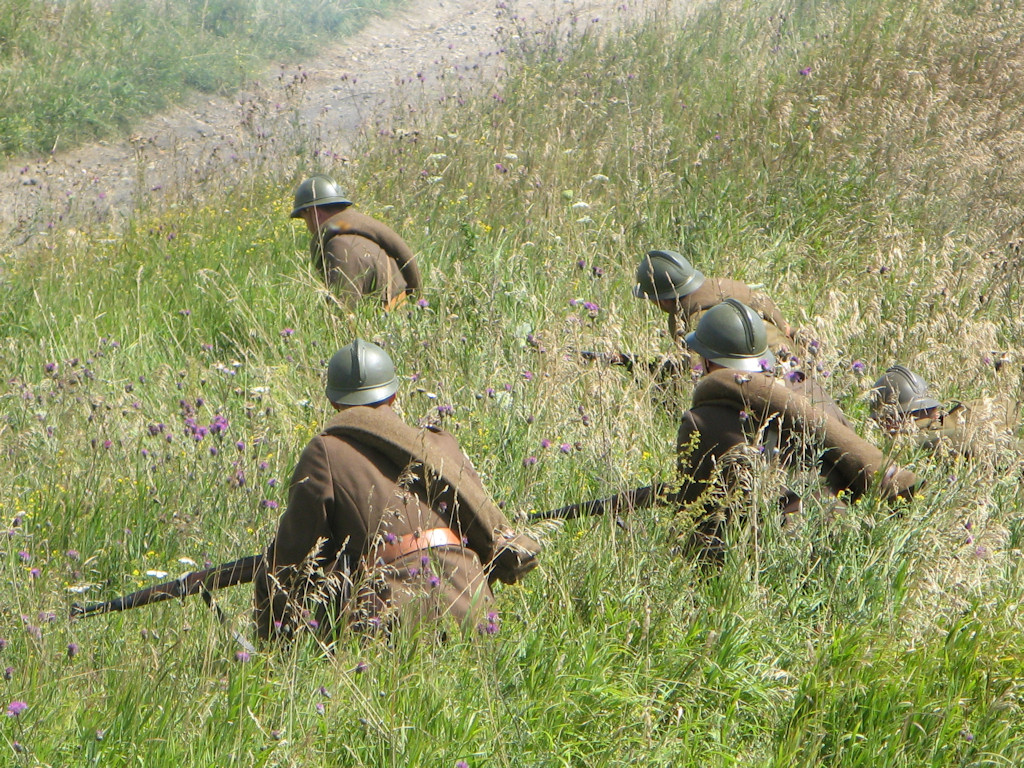
Реконструкция битвы советско-польской войны в касках Адриана

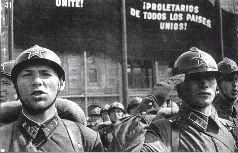
Шлемы (каски) Адриана на красноармейцах и командирах 1-й Московской Пролетарской стрелковой дивизии на параде в честь 1 мая 1938 года

Впервые массово эти шлемы в русских войсках стали использоваться в апреле 1916 года. Направленные во Францию бригады русских стрелков большей частью экипировались за счёт французской стороны. В том числе они получили и каски Адриана, отличающиеся от французского оригинала только фронтальной эмблемой с гербом Российской Империи.
Весной 1916 года был поставлен вопрос об оснащении касками Адриана русской армии на Восточном фронте, но Николай II отказался утвердить это решение и только летом 1916 года Россия заказала для армии 1 миллион этих касок, но до конца года было поставлено лишь 340 тысяч. Они получили название М1916 и отличались от французских только фронтальной эмблемой и светло-охряным цветом.
Каска Адриана послужила прототипом первой русской каски — образца 1917 года («Сольберг»).
Во время гражданской войны в России каски Адриана в ограниченных количествах использовались всеми противоборствующими сторонами.
Начиная с 1924 года, имевшимися запасами шлемов были экипированы отряды Красной армии. Эти каски были перекрашены в цвет хаки, а старая эмблема заменена большой жестяной звездой. По некоторым данным, каски Адриана находились на вооружении Красной армии до 1939 года.

### Румыния
Из заказанных правительством в 1917 году 200000 касок Адриана, было поставлено лишь 90 000. Они были окрашены в штатный синий цвет, спереди имелась эмблема с вензелем короля Фердинанда I (а с 1930 года Кароля II. С принятием в 1923 году формы цвета хаки, каски Адриана были соответственно перекрашены. В 1938 году в армию стали поставляться голландские каски M 28 и M 34, а после оккупации Голландии германскими войсками и M 40.

### Польша
До введения в 1933 году касок wz. 31, каски Адриана (wz. 15) были основным типом защитных головных уборов. Во время сентябрьской кампании они продолжали использоваться в кавалерии, ими были оснащены члены экипажей бронетехники и нескольких пехотных подразделений. Окрашивались в цвет хаки.

### Китай

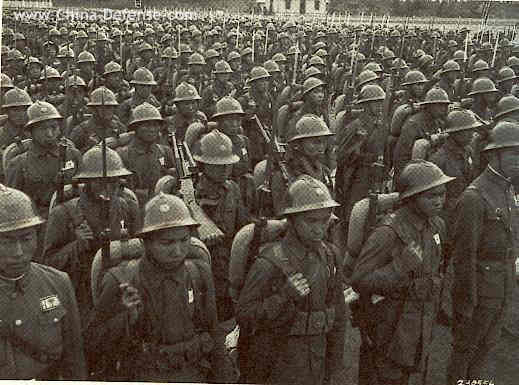
Шлемы Адриана в китайской гоминьдановской армии

Каска Адриана M 15 стала первым шлемом, принятым в китайской армии, большое их количество было закуплено в 1920-х годах, после введения во Франции новой модели. В начале 1930-х годов началось производство собственной модификации М 15/26, вобравшей в себя черты обеих моделей.

## Изображения

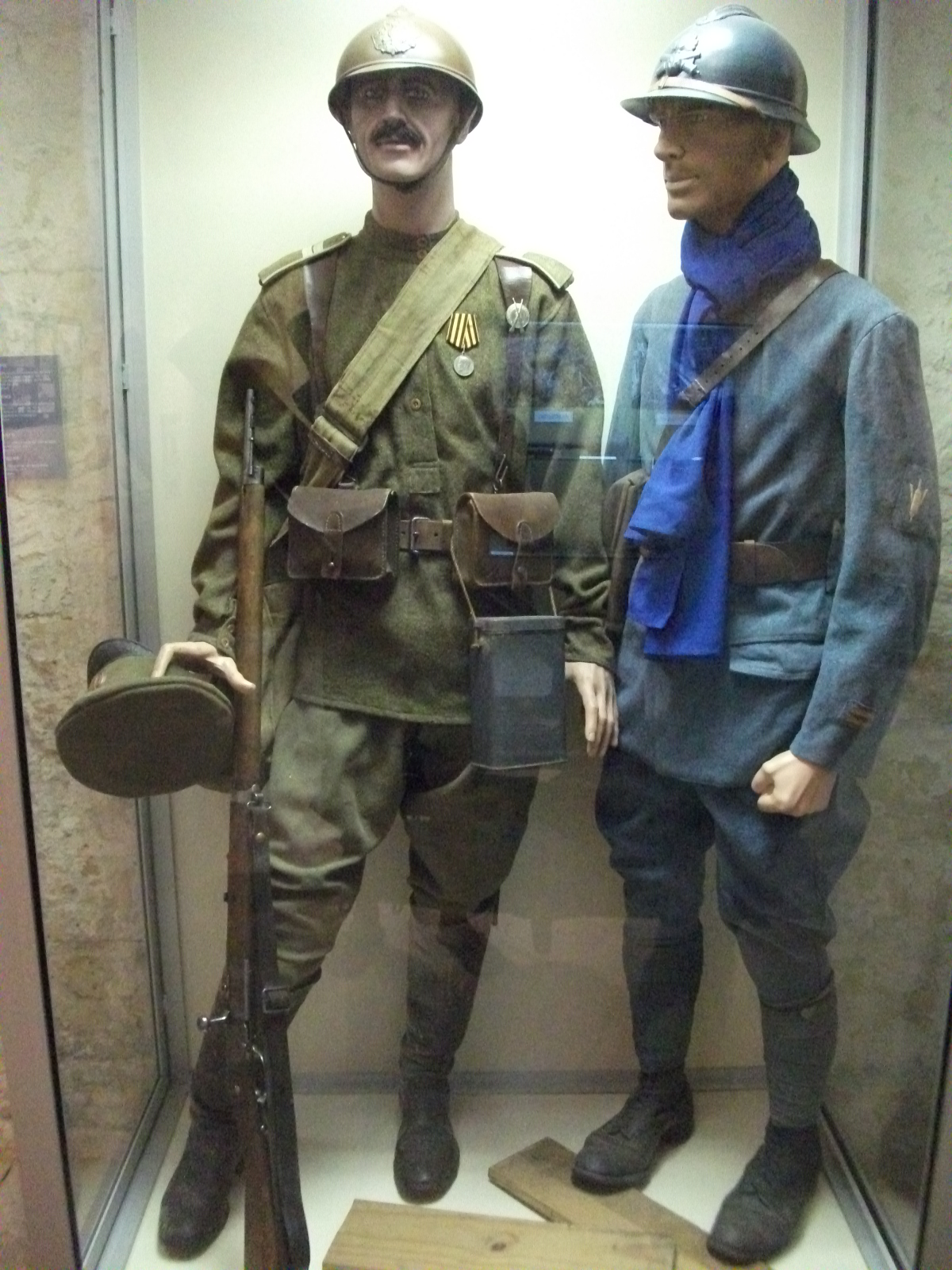
Стальные шлемы у пехотного унтер-офицера (младшего сержанта)  РИА и французского артиллерийского лейтенанта, Первая мировая война, музей, Франция.
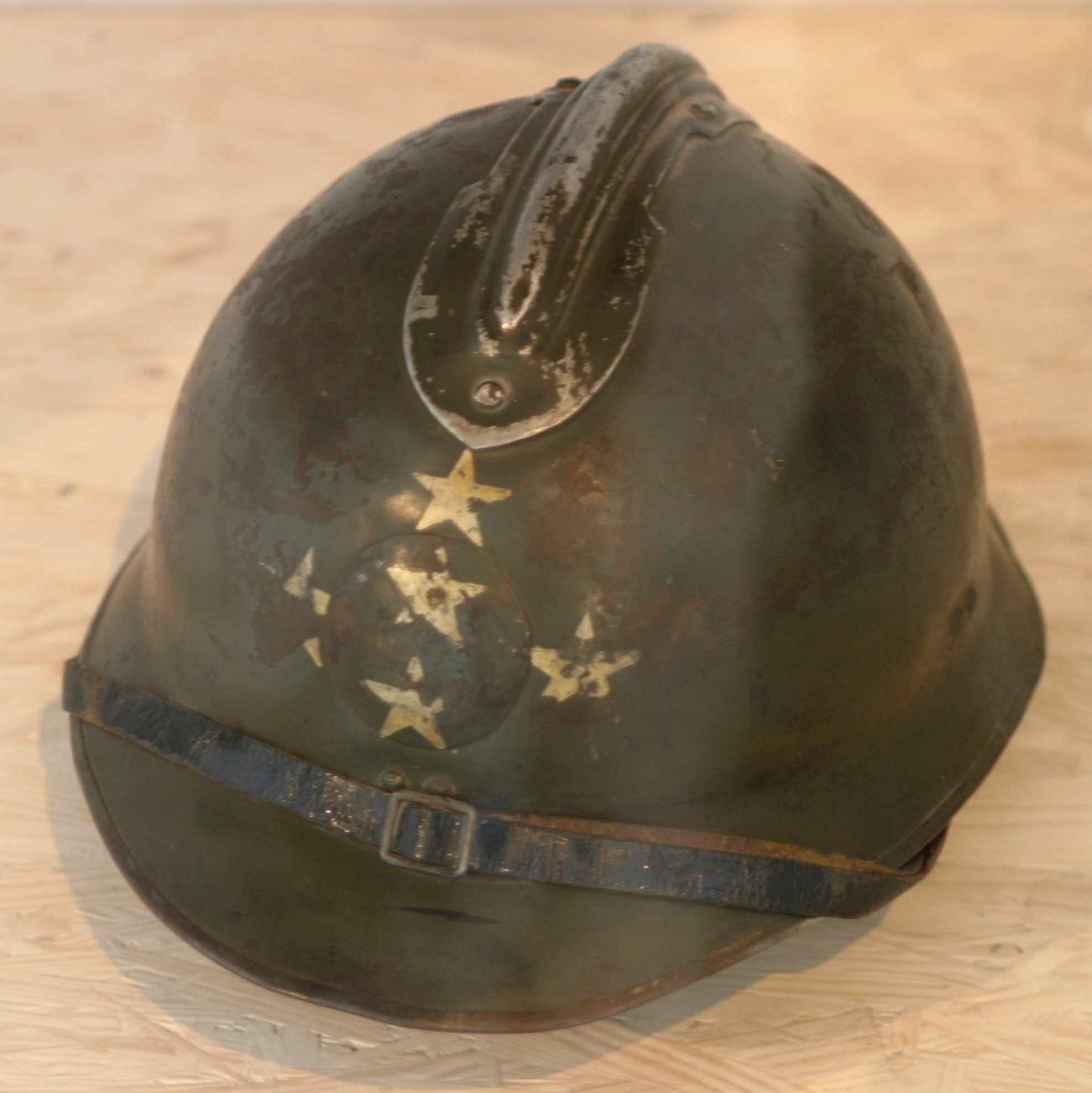
Каска армейского генерала армии Франции времён ВМВ
Американская модификация каски с использованием кольчуги, 1918
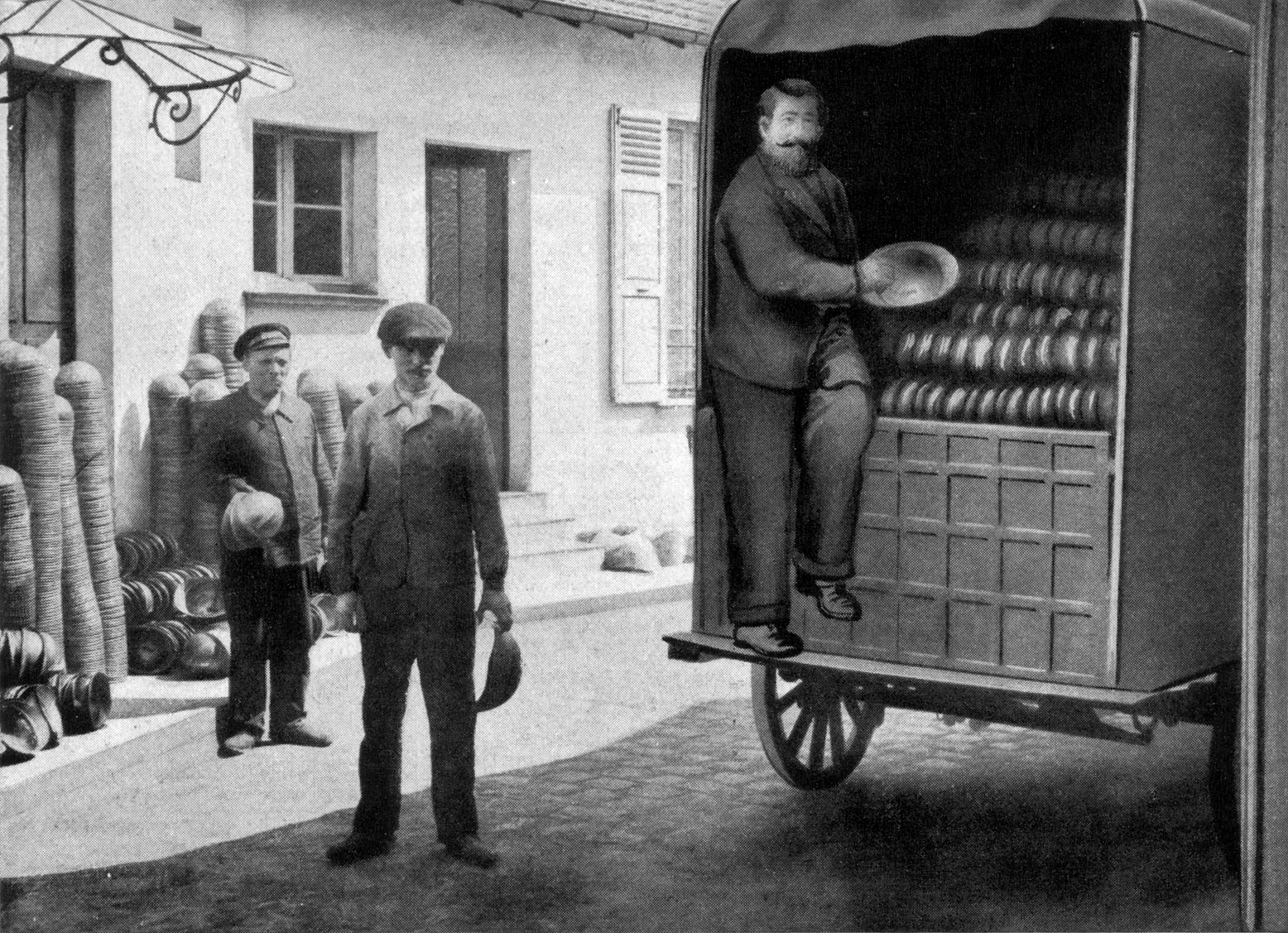
Погрузка касок на заводе, фото из апрельского номера журнала National Geographic, 1917
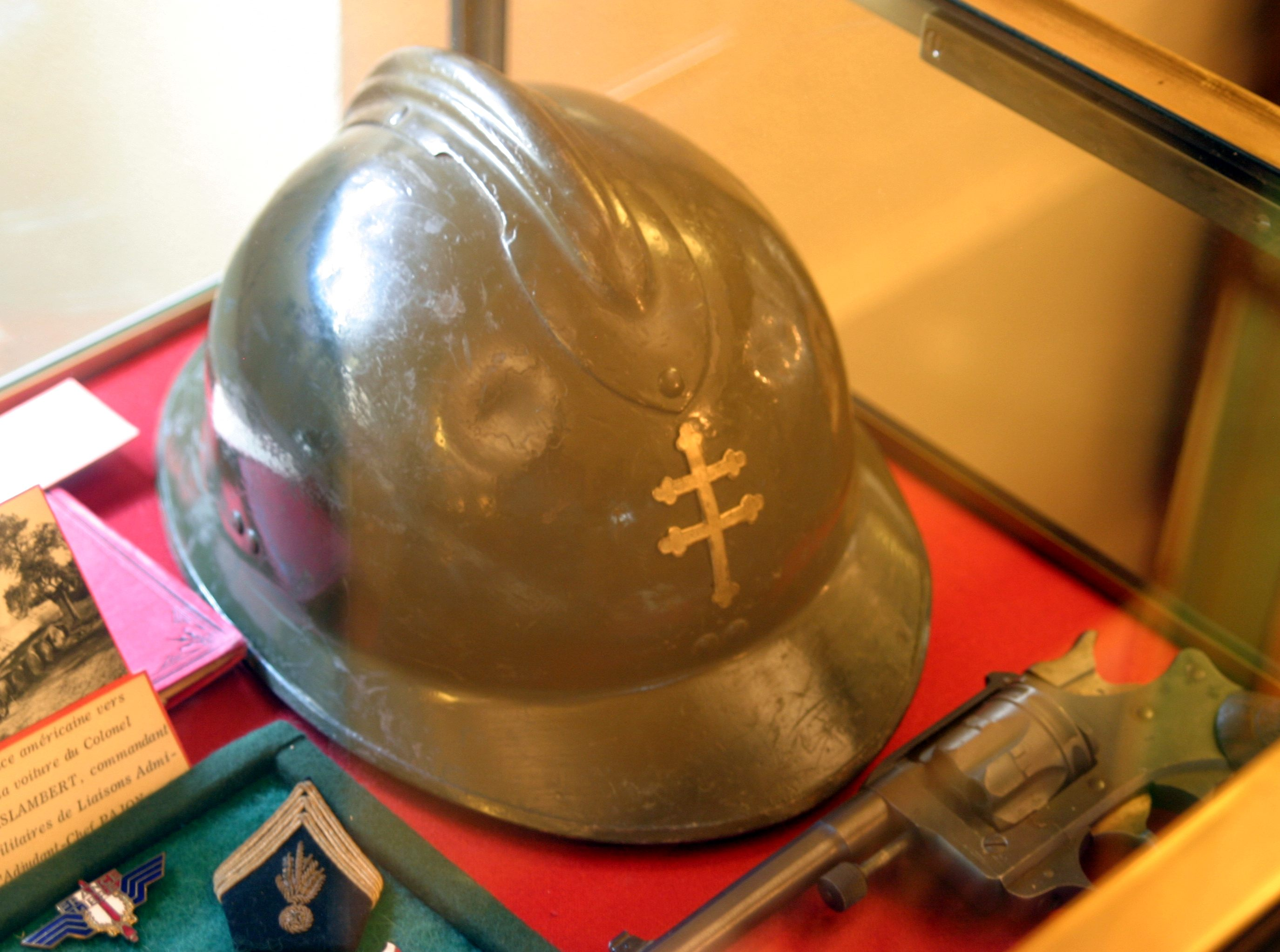
Каска сил Сражающейся Франции с лотарингским крестом
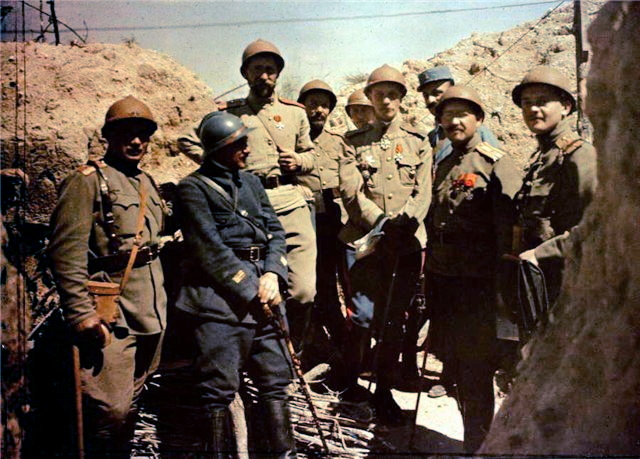
Русский экспедиционный корпус и французы, 1916
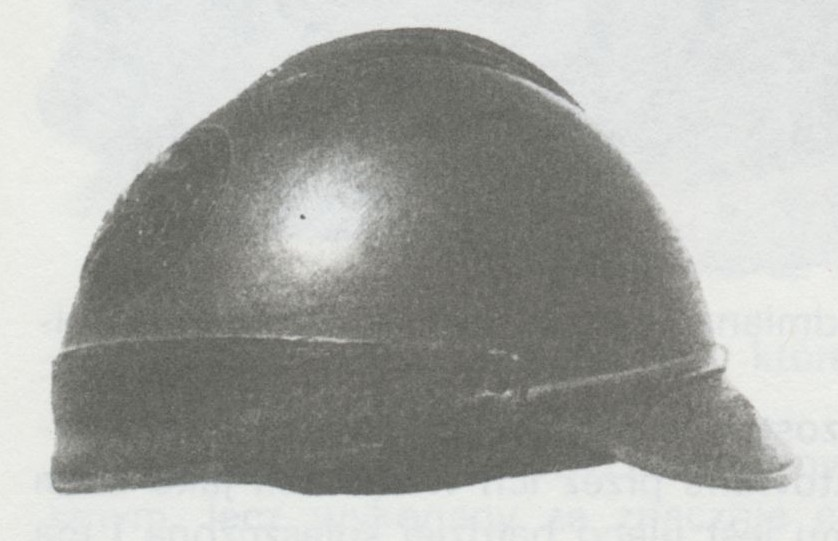
Модификация каски для экипажей бронетехники